# Dècim Juni Brutus Esceva (cònsol 292 aC)
Dècim Juni Brutus Esceva (en llatí: Decimus Junius D. f. Brutus Scaeva) va ser un magistrat romà.
Va ser legat militar del cònsol Espuri Carvili Màxim l'any 293 aC, i cònsol ell mateix l'any 292 aC. En el seu consolat va conquerir Faleris, una ciutat d'Etrúria. El cònsol de l'any anterior, Espuri Carvili Màxim, va servir al seu costat com a llegat per mandat del senat.
Malgrat que Smith l'identifica amb el difunt del funeral a propòsit del qual els seus fills, els germans Marc i Dècim, organitzaren els primers jocs de gladiadors a Roma, sembla que en realitat el difunt era Dècim Juni Brutus Pera, i un dels seus fills, el cònsol del 266 aC Dècim Juni Pera.